# Oukhhotep
Oukhhotep II est un fonctionnaire égyptien sous le règne du pharaon Sésostris Ier de la XIIe dynastie.

## Biographie
Oukhhotep II est nomarque du 14e nome de Haute-Égypte, dont le siège est Cusae. Il occupe également plusieurs fonctions telles que haty-a, iry-pat, « scelleur royal », « prêtre-lecteur en chef », « superviseur des prêtres d'Hathor », « prêtre-sem », « véritable connaissance du roi » et bien d'autres encore.
Son père est le nomarque Senebi Ier et sa mère une dame appelée Mersi. Son épouse est Djéhoutyhotep, et le couple a au moins deux enfants auxquels le même nom que les parents d'Oukhhotep est donné : Senebi II et Mersi.

## Sépulture
Oukhhotep II est principalement connu grâce à sa tombe (B2), située dans la nécropole de Meir, fouillée au début du XXe siècle par l'égyptologue britannique Aylward M. Blackman ; un rapport de fouilles est publié en 1915.
À l'intérieur de la tombe, le long des murs ouest et sud, on trouve de nombreuses inscriptions dédiées à Osiris et Horus. La tombe n'est séparée de celle du père d'Oukhhotep, Senebi Ier (tombe B1), que par une mince cloison. La tombe mesure 2,70 cm du sol au plafond et une petite porte non décorée mène à la chambre funéraire. À l'intérieur de la tombe, sur les murs, des reliefs représentent divers événements et manifestations de la vie quotidienne dans la ville de Cusae. Les exemples d'images comprennent la construction de bateaux, la récolte de papyrus, la guerre, Oukhhotep assis avec sa femme, des offrandes, etc..
La tombe est remarquable par le certain degré de réalisme de ses reliefs : parmi les représentations, on trouve plusieurs bergers dans un état de famine évident, un homme qui est tombé sous le poids de la charge qu'il porte sur son dos, et des harponneurs aveugles. Cependant, de nombreuses figures sont grossièrement taillées dans les murs, révélant ainsi une technique quelque peu médiocre : selon la description de Blackman, les reliefs ont une « rugosité involontaire [qui] semble plutôt ajouter à l'esprit de vigueur et d'activité ardue dont le sculpteur a imprégné nombre de ses représentations du labeur... ». Certains reliefs ont été interrompus à un stade précoce et la grille de dessin est encore visible.